# Grande, grande, grande
«Grande, grande, grande» (итал. Лучший, лучший, лучший) — песня, записанная итальянской певицей Миной для её двадцатого студийного альбома Mina в 1971 году. Песня была выпущена как сингл и имел огромный успех в Италии, став вторым самым продаваемым синглом в 1972 году.

## История
Песня была написана в 1966 году Тони Ренисом, однако она попала в долгий ящик из-за того, что он работал заграницей. Автор был убеждён, что песня хорошо подойдёт под женский голос, он предлагал её Орнелле Ванони, Мильве, Розанне Фрателло, Ориетте Берти и, наконец, Мине. Последняя согласилась, однако пришлось изрядно переработать песню. Так она попала в альбом Mina 1971 года, однако певица отказалась выпускать её как ведущий сингл, предпочтя «Amor mio».
Тем не менее песня пользовалась большой популярностью у слушателей на радио, впервые она прозвучала в эфире радиопрограммы «Supersonic», к тому же не один раз. Вскоре лейбл вынужден был выпустить песню как официальный сингл с песней «Non ho parlato mai» на обороте. Впервые на телевидении песня была исполнена Миной в эфире программы «Teatro 10» 11 марта 1972 года.
Мина записала песню также на испанском и английском языках.

## Коммерческий приём
Выпущенная в начале 1972 года песня входит в первую десятку хит-парада итальянских синглов в последнюю неделю февраля, в первой тройке оказывается 11 марта, где впоследствии непрерывно пробудет с 25 марта по 3 июня. К 1 апреля песня снова поднялась на свою пиковую вторую позицию, где она оставалась весь апрель, прежде чем, наконец, достигла первого места 29 апреля. «Grande, grande, grande» оставался на вершине три недели, пока Лучо Баттисти с «I giardini di marzo» и Мина, но с другим хитом, «Parole parole», не сместили его на третье место.

## Чарты

### Еженедельные чарты
| Чарт (1972)              | Высшая позиция |
| ------------------------ | -------------- |
| Италия (Musica e dischi) | 1              |

### Годовые чарты
| Чарт (1972)              | Позиция |
| ------------------------ | ------- |
| Италия (Musica e dischi) | 2       |

## Версия Ширли Бэсси
В 1973 году британская певица Ширли Бэсси выпустила английскую версию песни под названием «Never, Never, Never».
В Великобритании сингл достиг восьмого места в официальном чарте синглов, оставаясь в нём в течение 19 недель и став одним из самых больших хитов певицы. В Бельгии он занял 29-е, в Германии — 48-е, в Нидерландах — 13-е место. В Австралии он занял первое место в рейтинге, второе место в Южной Африке и третье в Сингапуре. в США сингл достиг 48-го места в Billboard Hot 100 и восьмого места в Hot Adult Contemporary Tracks.

### Чарты
| Чарт (1973)                           | Высшая позиция |
| ------------------------------------- | -------------- |
| Австралия (Kent Music Report)         | 1              |
| Бельгия/Фландрия (Ultratop 50)        | 29             |
| Великобритания (OCC UK Singles)       | 15             |
| Ирландия (IRMA)                       | 12             |
| Нидерланды (Dutch Top 40)             | 15             |
| Нидерланды (Single Top 100)           | 13             |
| Сингапур (Rediffision)                | 3              |
| США (Billboard Adult Contemporary)    | 8              |
| США (Billboard Hot 100)               | 48             |
| США (Billboard Hot R&B/Hip-Hop Songs) | 67             |
| ФРГ (GfK)                             | 48             |
| ЮАР (Springbok Radio)                 | 2              |